# 臨界安全
臨界安全（りんかいあんぜん）は原子力工学の分野の一つで、原子力事故を引き起こす意図せずに持続する核分裂連鎖反応の防止を目的とする。さらに、臨界安全性は臨界事故の結果を軽減することでも関心が持たれている。 臨界事故は核分裂性物質の取り扱いに起因し、大量で生命にかかわる放射性物質を放出する。臨界安全性の分野では、正常もしくは異常な核分裂性物質の取り扱いを解析し核分裂性物質の取扱工程を制御することで臨界事故の可能性を最小化する。共通して行われるのは、操作に関する二重偶発解析と言われるもので、2つ以上の独立または並行して起きるとは考えられない事象が起きない限り、臨界事故が起きないことを保証するというものである。 例えば、最初の変更が完了するか起きかけているときに、もう一つの核分裂性物質の位置が変わるなどである。核分裂性物質の量や設備等の工程のパラメータの制御（制約）はこの分析の結果である。この制御は、受動的（物理的）、能動的（機械的）、管理的（人間）のどれであっても、本質安全つまりフォールトトレラント設計となっているか、それが無理な場合に作業手順やマニュアル等の管理によって臨界事故を招く大きな工程の変更の可能性を最小化している。

## 原理
臨界体系に影響を及ぼす7つの要素がある。

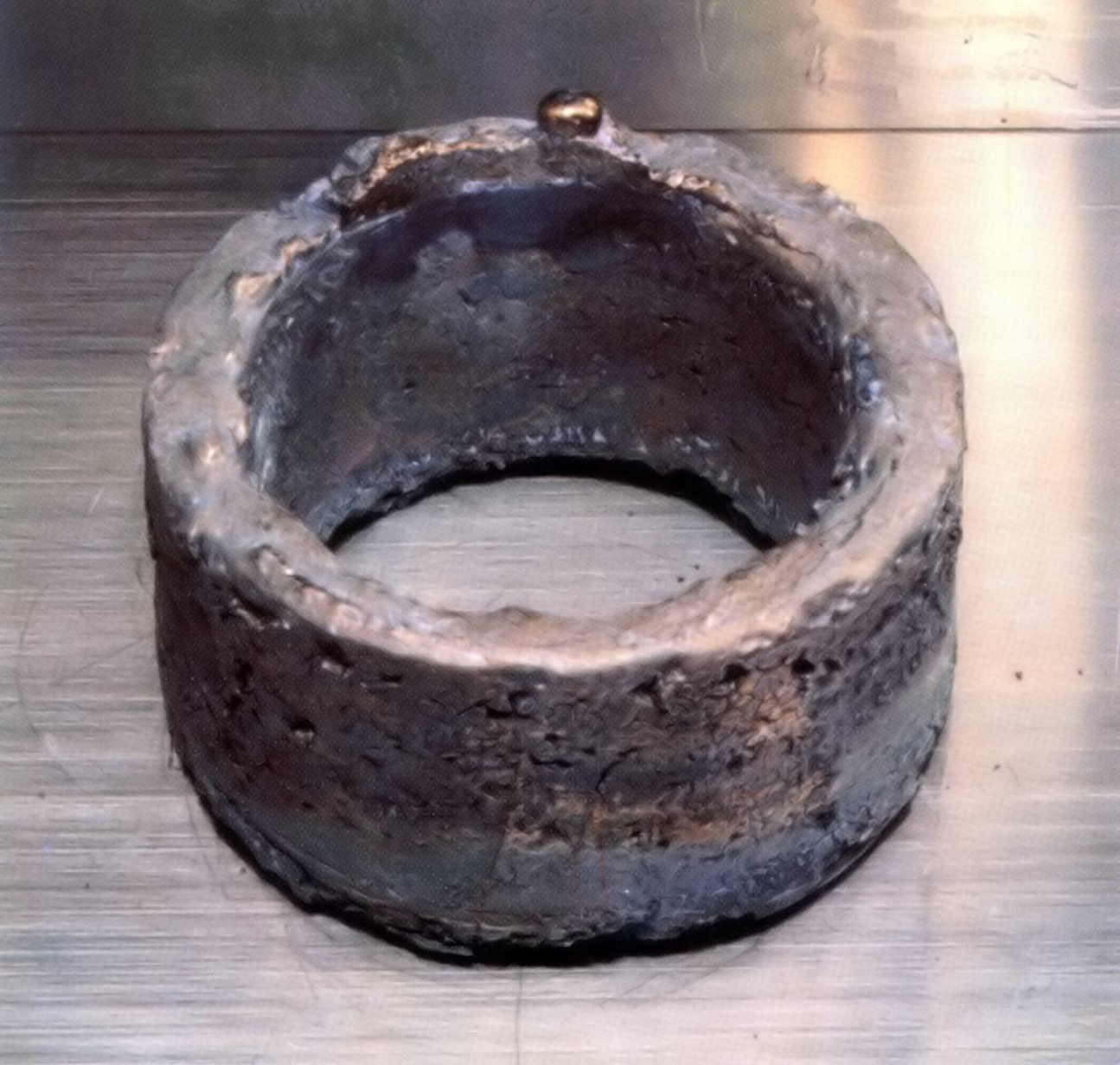
プルトニウムの地金を中空の環の形をすることにより、中性子を洩れやすくし臨界事故の可能性の低減に寄与する

核分裂性物質の形状: もし、中性子が核分裂体系から逃げ出した場合、核分裂性物質と相互作用して核分裂を起こすことはない。すなわち、核分裂性物質の形状は核分裂の起きる可能性に影響する。大きな表面を持つ薄い板は中性子の漏洩が大きいため、立方体や球のような小さくまとまった同じ量の核分裂性物質があった場合よりも安全である。
塊同士の相互作用: ある塊（体系）から洩れだした中性子は別の塊（体系）に入ることがある。このことは未臨界の二つの塊が相互作用して臨界体系を形成しうることを意味する。距離を置き、その間に何か物質を置くことでこの効果に影響を及ぼす。
反射: 中性子が他の粒子（主に原子核）と衝突して吸収されない場合、運動方向が変わる。その変化が十分大きい場合、中性子が体系に逆戻りすることがあり、反応の確率を上げる。これを『反射』と呼ぶ。反射能力の大きいものには水素、ベリリウム、炭素、鉛、ウラン、水、ポリエチレン、コンクリート、タングステンカーバイド、鉄がある。
減速: 核分裂によって生成された直後の中性子は高速（高エネルギー）である。これらの高速中性子は低速（低エネルギー）の中性子ほどは核分裂を起こさない。中性子は原子核との衝突によって減速される。効果的な減速材には水素、重水素、ベリリウム、炭素がある。すなわち、水素や炭素を多く含む物質（例：油、ポリエチレン、水、木、蝋、人間の身体等）は恰好の減速材である。減速は衝突の結果として起きるので、大抵の減速材は反射体でもある。
吸収: 吸収によって中性子は体系から取り除かれる。強い吸収体は原子炉でも臨界を制御したり止めたりするのに使われる。よい吸収体にはホウ素、カドミウム、ガドリニウム、銀、インジウムがある。
濃縮: 核分裂性物質と中性子の反応の確率は、核分裂性物質と非核分裂性物質の相対比に影響される。核分裂性核種の相対比を高める過程を濃縮と呼ぶ。大抵の場合、低濃縮では臨界確率は低く、高濃縮では高い。
質量: 核分裂の起きる確率は、核分裂性核種の数そのものが増えることによって増える。この関係は線形ではない。臨界が起き得ない閾値がある。その閾値のことを臨界質量と呼ぶ。

## 計算と解析
核分裂性物質を含む体系が安全かどうかを決定するには、コンピュータプログラムを使って計算を行う。体系と核分裂性物質の位置形状をなるべく保守的かつ悲観的に記述する。中性子吸収体の密度と大きさはなるべく小さく、核分裂性物質はなるべく大きくする。減速材は吸収体でもあるので、このように悲観的に記述するときには注意を要する。 コンピュータプログラムでは、三次元的に体系と境界条件を設定することが出来る。これらの境界条件はコンクリートの壁や池のような実際の境界を表現することや、周期的境界条件で人工的な無限体系を表現することが可能である。これらは、多くの繰り返し単位を含む大きな体系を表現することに役立つ。
臨界安全解析に使われる計算コードには MONK （UK）、 KENO （US）、 MCNP （US）、 CRISTAL （France）がある。

## 燃焼度クレジット
伝統的に、臨界解析は核分裂性物質が濃縮された状態で、照射を受けていないもっとも反応性の高い状態を想定する。使用済み核燃料の貯蔵および運搬では、燃焼度クレジットを考慮することで、より密集して詰め込み燃料をより安全に取り扱うことが出来る可能性がある。燃焼度クレジットを実装するために、照射を受けた燃料が悲観的な同位体組成になっていることを模擬する。燃料照射によって、中性子吸収体となる核分裂性物質だけでなく、吸収体にも核分裂性同位体にもなりうるアクチノイドが生成する。
燃焼度クレジットを使った燃料プールでは、新燃料と照射後燃料では区切られた場所になるようにされる。照射後に燃料格納場所に燃料を収納するためには、最初の濃縮ウランと照射後燃料の収納カーブを満たすようにしなければならない。